# Tore Aleksandersen
Tore Aleksandersen, född 27 februari 1968 i Molde, Norge, död 6 december 2023 i Molde, Norge var en volleybolltränare. 
Aleksandersen tränade klubbar i USA, Tyskland, Polen och Turkiet. I Tyskland vann han både mästerskapet och cupen flera gånger. Han var förbundskapten för Norges dam- och herrlandslag samt Finlands damlandslag. Han dog i prostatacancer.